# 初恋サイダー/DEEP MIND
「初恋サイダー/DEEP MIND」（はつこいサイダー/ディープ マインド）は、Buono!の通算13枚目のシングル。2012年1月18日にアップフロントワークス（zetimaレーベル）から発売された。

## 概要
アップフロントワークス移籍後3枚目のシングル。Buono!としては唯一の両A面シングル。
「初恋サイダー」はドラマ『数学♥女子学園』エンディングテーマ及び『ハッピーMusic』1月エンディングテーマ。
センターは嗣永桃子。
ミュージック・ビデオに田渕ひさ子（bloodthirsty butchers、toddle）がギタリストの役にて共演。他にも、toddleの小林愛がギタリスト、 M.A.G.O.のハーがキーボードとして参加している。
「DEEP MIND」は映画『ゴメンナサイ』主題歌。
センターは鈴木愛理→夏焼雅→嗣永桃子の順で入れ代わる。
2011年10月8日に開催された映画の先行プレミアム上映会で初披露された。

## 評価とメディアでの取り上げ
2024年8月14日放送のフジテレビ系音楽バラエティ番組『週刊ナイナイミュージック』では、「TOKYO IDOL FESTIVAL 2024」に出演した約170人の現役アイドルを対象に実施された「アイドルが選ぶ最強アイドルソング」ランキングで、「初恋サイダー」が1位に選ばれた。
また、2025年4月21日放送のTBS系番組『その道のプロが選ぶ本当のNo.1 プロフェッショナルランキング』においても、「アイドル名曲ランキング」の2位に選ばれた。

## カバーアート
イベントVのカバーはエルヴィス・コステロのデビューアルバム『マイ・エイム・イズ・トゥルー』のジャケットに似ている。

## 収録曲
1. 初恋サイダー
（作詞：NOBE、作曲：しほり、編曲：宮永治郎）
ドラマ『数学♥女子学園』（日本テレビ）エンディングテーマ[9][1]。
『ハッピーMusic』（日本テレビ）1月エンディングテーマ[10]
2. DEEP MIND
（作詞：おのりく、作曲・編曲：AKIRASTAR）
映画『ゴメンナサイ』主題歌[11][1]
3. 初恋サイダー(Instrumental)
4. DEEP MIND(Instrumental)

## カバー
初恋サイダー
- RAY - トリビュートアルバム『シューティング スター』（2024年11月11日発売）に収録。